# Gustav Steinhauer
Gustav Steinhauer (* 1870 in Berlin; † um 1930) war ein deutscher Marineoffizier und Referatsleiter für England im Marinenachrichtendienst des Admiralstabes.

## Leben
Gustav Steinhauer wurde in Berlin geboren. Nach dem Schulabschluss hatte er eine seemännische Grundausbildung absolviert und bei einem längeren USA-Aufenthalt einschlägige Berufserfahrungen in der Pinkerton Detektiv Agency in Chicago erworben. Daher war er der englischen Sprache, mit deutlich amerikanischem Akzent, mächtig. Während der Trauerfeierlichkeiten zum Ableben der englischen Königin Victoria (1819–1901) in London war er im Februar 1901 für den  Personenschutz des deutschen Kaisers Wilhelm II. mit verantwortlich. Bei diesem Einsatz vereitelte er gemeinsam mit dem britischen Detektiv William Melville (1850–1918) einen Attentatsversuch auf den deutschen Herrscher.

### Im Marinenachrichtendienst
Nach seiner Rückkehr nach Deutschland wurde Steinhauer in dem, im Entstehen begriffenen, Marinenachrichtendienst des kaiserlichen Admiralstabes als Referatsleiter für das Operationsgebiet England eingesetzt. An der Seite des Dezernenten im Admiralstab Arthur Tapken (1864–1945) und des Kapitänleutnant Georg Stammer war sein Aufgabengebiet die geheime Informationsbeschaffung über die britischen Marinerüstungen, die Dislozierung der englischen Flotte, deren Bewegungen, Bewaffnung und Personal sowie die Überwachung von Hafen- und Werftanlagen in den englischen Küstenstädten. Dazu hatte er um das Jahr 1902 begonnen, ein Netzwerk geheimer Informanten an den für die Marine wichtigen Schnittstellen, aufzubauen. Zu diesem Personenkreis gehörten vor allem in Großbritannien lebende, oder hier geschäftlich tätige Personen, auch Handlungsreisende aus Deutschland bzw. auf Schiffen der deutschen Marine Beschäftigte. Erste von ihm gewonnene und eingesetzte Informanten lassen sich ab dem Jahr 1902 nachweisen. Zu ihnen gehörte Adolf Frederick Schroeder, der bis 1914 für den Marinenachrichtendienst arbeitet.
Fast zeitgleich erhielt der im September 1903 als Marineattaché in London ausgeschiedene Carl von Coerper am 7. Dezember 1903 vom Chef des Admiralstabes in Berlin Wilhelm Büchsel (1848–1920) die Anweisung in und für Großbritannien eine geheime Nachrichtenorganisation der Marine aufzubauen, ohne dass das Auswärtige Amt davon Kenntnis erhalten dürfe. Das betraf vor allem den Aufbau eines Netzwerkes von geheimen Informanten an allen wichtigen englischen Seeplätzen und Werftbereichen wie es auch Gustav Steinhauser vollzog. Das war eine deutliche Cäsur dafür, dass Deutschland nunmehr dazu übergegangen war, einen von der Sektion III b des Großen Generalstabes unabhängigen Marinenachrichtendienst aufzubauen. Sein Handlungspartner vor Ort war, mit den bestehenden Kontakten in Großbritannien und 5 Jahren Englanderfahrungen Carl von Coerper. Dieser war von Oktober bis Dezember 1904 erneut zur Information ins Reichsmarineamt und den Admiralsstab kommandiert worden und bereitete sich hier auf seinen nächsten Attachéeinsatz ab 5. Dezember 1904 in London vor.
Im Jahr 1904 beauftragte Wilhelm II. Steinhauer, dem er als zeitweiligen Personenschützer vertraute, mit einer geheimen Untersuchung des privaten Lebens und Treibens seines Schwagers Prinz Friedrich Leopold. Anlass war dessen exzentrischer Lebensstil, der permanent öffentlichen Anstoß erregte, und die Folge sein weitgehender Ausschluss aus dem gesellschaftlichen Leben.
Steinhauer war in den Jahren bis zum Beginn des Ersten Weltkrieges ein sehr aktiver und erfolgreicher Nachrichtenoffizier. Mehrfach hielt er sich bis 1914 in Großbritannien auf, um die Vor-Ort-Bedingungen genau zu kennen, zukünftige Einsatzgebiete von Informanten in Augenschein zu nehmen und potentielle Kandidaten für die nachrichtendienstliche Informationsgewinnung anzuwerben. Anlaufstellen für die Übergabe von Aufträgen, Nachrichtenmaterial, nachrichtendienstlichen Hilfsmitteln aber auch für Reise- und Honorargelder waren in Kopenhagen, Brüssel und Paris geschaffen worden. Der wichtigste Weg zur Gewinnung von Informanten war, dass Steinhauer vorher getippte Personen, die in England wohnhaft oder dort geschäftlich tätig waren anschrieb, sie zu Kennenlerngesprächen einlud und bei Feststellung der Eignung zur Nachrichtenbeschaffung entsprechende Vereinbarungen mit ihnen traf. Darunter befanden sich sehr viele deutsche Geschäftsleute, die sich in Großbritannien niedergelassen hatten oder als Reisekaufleute unterwegs waren. Allein in den Jahren von 1911 bis 1914 wurden 1.189 solcher Briefsendungen, die sich eindeutig auf die Person Steinhauers zuordnen ließen, dokumentiert. Das durch ihn geschaffene Netz zur Informationsbeschaffung gliederte sich in folgende Handlungsgruppen: Besonders zuverlässige und an „unauffälligen“ Schnittpunkten Tätige hatte er als „Intermediaries“ eingesetzt. Das waren personelle Anlaufstellen in Großbritannien die als Zwischenstation zur Übergabe von gewonnenen Nachrichten oder sogar wichtigen Dokumenten, zum Hinterlegen von Hilfsmitteln wie Geheimtinte oder Codelisten, aber auch zur Übergabe des Geldes dienten. Dazu gehörten unter anderem ab 1910 Otto M. Krüger, ab 1911 Wilhelm Croner und Gustav Neumann. Unter diesem Personenkreis waren auffallend viele Inhaber von Friseurgeschäften.
Dieses Netzwerk wurde noch ergänzt durch einzelne Deckadressen, an die in getarnter Form Material auf dem Postweg geschickt werden konnte. Die zweite Gruppe war wesentlich umfangreicher, das waren die Informanten selbst, die in wichtigen Hafenstädten, in der Nähe von Werften, Marinedepots oder Umladepunkten für Munition oder die Schiffsversorgung wohnten oder hier tätig waren. Einzelne von ihnen befanden sich auch an Punkten wo wichtige Informationen für die deutsche Marine zusammenliefen. Das waren Gaststätten, die vorrangig von Marinepersonal besucht wurden, Poststellen im Hafenbereich oder auch bei Zulieferfirmen oder technische Ausrüster der Schiffswerften. Zu ihnen gehörte ab 1909 Karl Hentschel, ab 1910 Leutnant Siegfried Helm und ab 1911 Heinrich Grosse. Im Jahre 1912 warb Steinhauer den in Berlin geborenen Armgaard Karl Graves (geb.1882) zur nachrichtendienstlichen Informationsarbeit an. Dieser war 1910 in Süd Wales durch ein englisches Gericht verurteilt worden und hatte sich der Strafe durch einen Wechsel nach Deutschland entzogen. Die Anwerbung Graves erfolgte 1911 in Berlin durch Steinhauer gemeinsam mit dem Leiter des Marinenachrichtendienstes Arthur Tapken und dem Kapitänleutnant Georg Stammer. Sein Einsatz erfolgte ab 1912 in Schottland im Raum Glasgow, an dem Fluss Clyde gelegen und in Edinburgh, einem wichtigen Stützpunktbereich der englischen Marine.
Als der englische Geheimdienst Security Service  MI 5 dieses Herangehen und die Aktivitäten durch Steinhauer erkannte organisierte er eine intensive Postüberwachung und kam dadurch in den Besitz zahlreicher Briefe des Nachrichtenoffiziers an seine Informanten und in größeren Mengen an potentielle Anwerbekandidaten. Kurz vor Ausbruch des Ersten Weltkrieges reiste er dann mit falschen Papieren unter dem Namen „Fritsches“ selbst in Großbritannien ein, um sich persönlich an einzelnen wichtigen Orten von der Lage zu überzeugen, aber auch um einige Informanten selbst zu treffen und zu instruieren. Dabei wurde er durch die englische Polizei identifiziert, überwacht, aber es gelang ihm noch, das Land ohne inhaftiert zu werden zu verlassen. Durch diese Gegenaktion verfügte der MI 5 über wichtige Informationen zur Identität mehrerer Informanten Steinhauers, vor allem über seine dabei angewandten Arbeitsmethoden und bevorzugten Zielregionen bei der Gewinnung von geheimen Marineinformationen. Unmittelbar nach Kriegsbeginn wurden in kürzester Zeit mindestens 22 Personen aus dem Kreis seiner Informanten an ganz verschiedenen Standorten Englands verhaftet. Von englischen Gerichten wurden sie wegen des Spionageverdachts angeklagt, mehrere davon auf Grund der Beweislage zum Tode verurteilt und im Tower hingerichtet. Armgaard Karl Graves entging dieser Verhaftungswelle, da er sich kurz vorher in die USA abgesetzt hatte.
Mit Ausbruch des Ersten Weltkrieges verschlechterten sich die Arbeitsbedingungen für Steinhauer ganz enorm. Die bisher genutzten Reise- und Austauschwege für seine Informanten waren bereits wenige Tage vor Kriegsbeginn abgeschnitten worden, verschärfte Kontrollmaßnahmen- und Einreisebedingungen eingeführt worden. Mehrere Deutsche aus seinem Informantennetzwerk wurden auf Grund des ausgerufenen Kriegszustandes interniert oder in kürzester Zeit des Landes verwiesen. Eine Anzahl von Engländern oder Ausländern in seinem Netzwerk, dazu gehörten vor allem Holländer und Belgier, verschwanden auf Grund des verschärften Kriegsstrafrechtes oder aus moralischem Skrupel von der Bildfläche und waren für Steinhauer nicht mehr „auffindbar“. Deutschen Schiffen war das Anlaufen englischer Häfen untersagt. Insgesamt wurde in wenigen Tagen sichtbar, dass nicht genug Vorsorge für die veränderten Arbeitsbedingungen des Marinenachrichtendienstes im Kriegszustand getroffen worden war. Dadurch herrschte über mehrere Monate ein Zustand der Uninformiertheit, dringend benötigte Informationen über die englische Marine und deren Aktivitäten waren nicht verfügbar. Bis Dezember 1914 dauerte es, ehe es gelang neue Anlaufstellen, über einzelne neutrale Länder, dabei vor allem über Spanien und die skandinavischen Länder, neue Informationskanäle zu schaffen und „unverbrannte Deckadressen“ an die noch tätigen Informanten zu übermitteln. In den Bereichen der zu Deutschland gehörenden oder von ihm besetzten Hafenstädte mit Schiffslinien in Richtung England und Frankreich wurden sogenannte Kriegsnachrichtenstellen gebildet oder die bisher von der Sektion III b betriebenen Abwehrstellen an den Marinenachrichtendienst übergeben.
Steinhauer verstarb um 1930 ohne dass gegenwärtig ein genaues Datum oder ein Sterbeort bekannt ist.

## Schriften
- Der Meisterspion des Kaisers. Was der Detektiv Wilhelms II. in seiner Praxis erlebte. Erinnerungen. K. Voegels, Berlin 1930; Nachdruck:
  - Gustav Steinhauer: Ich war der Spion des Kaisers. Wunderkammer, Neu-Isenburg 2009, ISBN 978-3-941245-03-7 (Vorlage für den Film Der Detektiv des Kaisers, 1930).
- Der Detektiv des Kaisers. Spionage und Spionageabwehr. P. J. Oestergaard, Berlin-Schöneberg [1932].